# آلن هیگر
آلن جی هیگر (به انگلیسی: Alan Jay Heeger) (متولد ۲۲ ژانویه ۱۹۳۶) فیزیک‌دان آمریکایی است. در سال ۲۰۰۰ «برای کشف و توسعهٔ پلیمررسانا» جایزه نوبل شیمی به وی اهدا شد.